# Johannes Paulsen
Sophus Johannes Paulsen (12. marts 1838 i Lindemark ved Stege – 20. august 1884) var en dansk søofficer og politiker.
Paulsen, der var en søn af justitsråd, amtsforvalter Carl Ludvig Paulsen (28. august 1790 – 25. oktober 1842) og Nina Cathrine f. Holten (30. marts 1804 – 21. september 1851), blev opdraget i grosserer H.P. Priors hus, blev løjtnant i Marinen 1860, ved omordningen af kadrene 1868 fik han premierløjtnants titel, 1876 avancerede han til kaptajn, men døde allerede 20. august 1884. Efter at have gjort en del togter til koffardis og orlogs i sine første officersår ansattes han i krigsåret 1864 om bord i fregatten Jylland, med hvilken han ærefuldt deltog i Helgolandsaffæren, hvor han som manøvreofficer opholdt sig på broen. Et fjendtligt projektil slog råberen ud af hans hånd uden at såre ham. I tiden 1865-72 fór Paulsen til koffardis som fører af private dampskibe tilhørende H.P. Prior og Det Forenede Dampskibs-Selskab og var derefter temmelig ofte benyttet ved udkommandoer i orlogsskibene. Sin fritid anvendte han med iver i forskellige industrielle foretagenders tjeneste, bl.a. oprettede han et bugserselskab og virkede ligeledes – skønt uden held – for oprettelsen af en nødhavn ved Hirsholmene. Fra 1879 repræsenterede han i Folketinget som Højremand Christianshavn (Københavns 9. kreds), indtil han faldt ved valget 1884.
Paulsen blev 1864 gift med Emilie Oline Ernestine Jørgensen (12. april 1841 i Rendsborg – 1908), datter af intendant, kaptajn Thorvald Julius Jørgensen og Sophie f. von Zülow (separation 1882); hun blev senere gift med korpslæge Camillus Müllertz.